# Charenton-le-Pont (Rousseau)
Pour les articles homonymes, voir Charenton-le-Pont.
Charenton-le-Pont est un tableau réalisé par le peintre français Henri Rousseau vers 1905-1910. Exécutée dans le style naïf caractéristique de l'artiste, cette huile sur toile est un paysage urbain qui représente un pont en treillis franchissant la Marne ou la Seine à Charenton-le-Pont, dans ce qui est devenu le Val-de-Marne. L'ouvrage d'art occupe tout le tableau, d'un bord à l'autre, sous un ciel bleu ponctué de nuages rouges, au second plan d'une berge herbeuse, sur laquelle se tient une minuscule figure apparaissant de dos, un panier à côté d'elle.
L'œuvre est conservée au musée Pola de Hakone, au Japon.

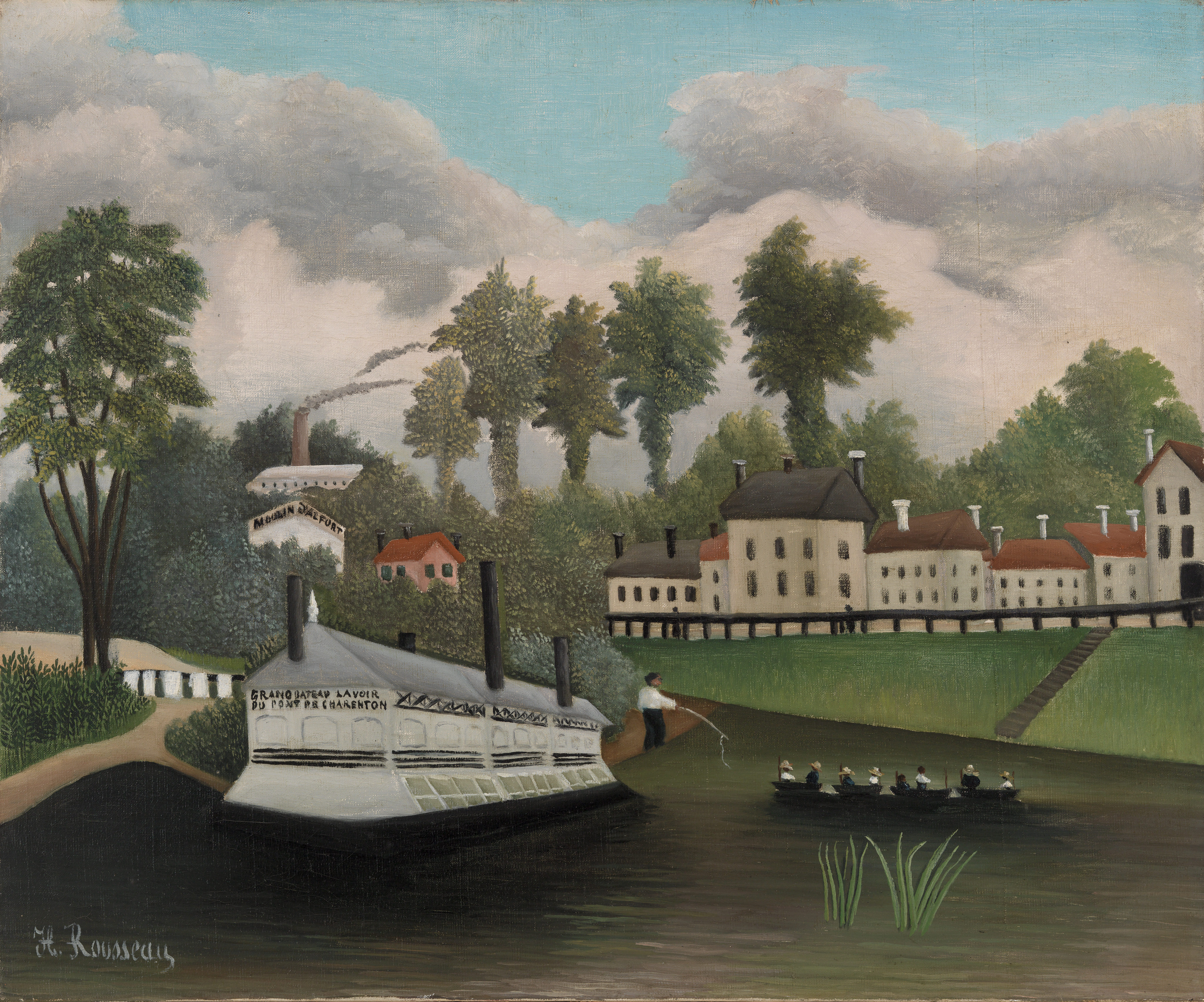
Le Bateau-lavoir du pont de Charenton, vers 1895 – Fondation Barnes, Philadelphie.